# Sycon pentactinalis
Sycon pentactinalis är en svampdjursart som beskrevs av Rossi, Farina, Borojevic och Klautau 2006. Sycon pentactinalis ingår i släktet Sycon och familjen Sycettidae. Inga underarter finns listade i Catalogue of Life.